# Phyllis Francis
Phyllis Chanez Francis (Nova York, 4 de maio de 1992) é uma velocista e campeã olímpica norte-americana, especializada nos 400 metros rasos.
Nas seletivas americanas de 2016 ficou em segundo lugar atrás de Allyson Felix, ganhando o direito de integrar o revezamento 4x400 m feminino do país nos Jogos Olímpicos da Rio 2016, onde conquistou a medalha de ouro ao lado de Felix, Natasha Hastings e Courtney Okolo. Em 2017, no Campeonato Mundial de Atletismo em Londres, tornou-se campeã mundial dos 400 metros.